# Монтесинос, Владимиро
Владимиро Ленин Илич Монтесинос Торрес (Vladimiro Lenin Ilich Montesinos Torres, 20 мая 1946) — многолетний глава перуанской разведки, чьи разоблачающие коррупцию в высших эшелонах власти видеозаписи, показанные по телевидению в 2000 году, обусловили отставку президента Фухимори. В дальнейшем уехал из страны, но всё равно подвергся уголовному преследованию и оказался в перуанской тюрьме. По данным расследований, он оказался причастен к большому количеству преступлений, включая получение взяток от наркоторговцев. Является кузеном заключённого террористического лидера Оскара Рамиреса Дуранда, известного также как Feliciano.

## Биография
Родился в городе Арекипа в семье коммунистов, греческого происхождения, которые назвали его в честь Владимира Ленина. И так же приходится двоюродным братом Оскару Рамирезу, одному из бывших лидеров «Сияющего пути».  
Во время правления левых в Перу сделал карьеру в армии, получив чин капитана.
В 1976 году обвинялся в шпионаже в пользу США (рассекреченные затем в этой стране документы говорят лишь о сотрудничестве в целях недопущения конфликта Перу с Чили, который неизбежно стал бы очередным витком Холодной войны), за что получил год тюрьмы и был уволен с военной службы. В годы президентства Фухимори занимал должность начальника национальной разведывательной службы, а его имя связывали с репрессиями против политических противников лидера. Он контролировал СМИ Перу и участвовал в подкупе конгрессменов, офицеров и муниципальных служащих, тайно снимая эти встречи на камеру. В 2000 году, на фоне скандала с поставками оружия ФАРК, он обнародовал эти записи, после чего уехал из страны.
Монтесинос был приговорён к заключению по обвинению в растрате, даче взяток, незаконном удержании власти и по другим. Также он упоминался как сообщник гендиректора компании «Росвооружение» Евгения Ананьева в деле о взятках в связи с приобретением Перу российских самолётов Миг-29 в 1998 г..
В августе 2004 американцы вернули в Перу 20 млн долларов из активов Монтесиноса, которые были размещены в двух банках США.
В сентябре 2006 приговорён к 20 годам тюрьмы за участие в сделке по транспортировке автоматов из Иордании в Колумбию. Оружие предназначалось для повстанцев ФАРК.
В 2007 предстал перед судом по обвинению в отдаче в 1996 году приказа о расстреле террористов, захваченных перуанским спецназом при овладении зданием японского посольства, где члены движения имени Тупака Амару удерживали заложников. В 2012 году он был оправдан по этому обвинению.
В августе 2012 года был оправдан по делу о контрабанде наркотиков.
По состоянию на конец 2017 года содержится в тюрьме на военной базе в Кальяо, которую сам приказал построить в 1990-е.